# 多治比三宅麻呂
多治比 三宅麻呂（たじひ の みやけまろ）は、飛鳥時代後期から奈良時代前期にかけての貴族。摂津大夫・多治比古王の子。官位は正四位上・左大弁。

## 経歴
東山道巡察使を経て、慶雲元年（704年）従六位上から三階昇進して従五位下に叙爵。慶雲4年（707年）文武天皇の崩御に際して御装束司を務める。
元明朝では、催鋳銭司・造雑物法用司が初めて設置されるとその官人に任ぜられる一方、和銅4年（711年）正五位上、和銅6年（713年）従四位下と弁官を務めながら順調に昇進し、元明朝末の和銅8年（715年）従四位上・左大弁に叙任される。
元正朝でも、民部卿・河内国按察使 (日本)摂官など歴任し、養老3年（719年）正四位下、養老5年（721年）正四位上と順調に昇進を続ける。また同年参議に任ぜられたともされ、参議任官が事実であれば、既に大納言・多治比池守がいた多治比氏は藤原氏に続いて一族から同時に複数の議政官を出したことになる。しかし、翌養老6年（722年）謀反を誣告したとして罪を得て、斬刑に処せられるところを皇太子・首皇子（のち聖武天皇）の奏請によって減刑されて伊豆国への流罪となった。この誣告事件について、当時右大臣として実質的に太政官の首班に立っていた長屋王が、藤原四兄弟と政治路線の違いが顕在化しつつある中で、長屋王に反発していた新任参議の三宅麻呂を除いて、代わりに親交のある阿倍広庭（一説では長屋王の舅）を議政官に加えることで、少しでも太政官運営の円滑化を図ろうとしたという、策謀の結果とする見方もある。
一説では、神亀2年（725年）6月22日配所で卒去。享年73。

## 官歴
※ 注記のないものは『続日本紀』による。
- 時期不詳：従六位上
- 大宝3年（703年） 正月2日：東山道巡察使
- 大宝4年（704年） 正月7日：従五位下（越階）
- 時期不詳：従五位上
- 慶雲4年（707年） 10月3日：御装束司（文武天皇崩御）
- 和銅元年（708年） 2月11日：催鋳銭司
- 和銅2年（709年） 3月23日：造雑物法用司
- 時期不詳：正五位下、左中弁[4]
- 和銅4年（711年） 4月7日：正五位上
- 和銅6年（713年） 正月23日：従四位下
- 和銅8年（715年） 正月10日：従四位上。5月22日：左大弁
- 霊亀3年（717年） 9月：民部卿[5]
- 養老3年（719年） 正月13日：正四位下。9月8日：河内国摂官
- 養老5年（721年） 正月5日：正四位上。この年参議に任ぜられたか?[5]
- 養老6年（722年） 正月20日：流罪により官位剥奪

## 系譜
- 父：多治比古王
- 母：大伴比羅夫の娘
- 妻：不詳